# John Connor (pisarz)
John Connor (ur. 1946) – brytyjski pisarz, autor serii powieści kryminalnych o Karen Sharpe.

## Twórczość
W Polsce ukazały się trzy powieści - „Feniks” ('Phoenix), „Cień” (The Playroom) i „Gra” (A child's game), Przedsiębiorstwo Wydawnicze Rzeczpospolita, 2008 i 2009. Czwarty tom ma tytuł Falling, piąty Unsafe. W Bradford i Leeds był prokuratorem, obecnie mieszka w Brukseli.